# Mount (Unix)
mount – polecenie uniksowe, które montuje system plików, czyli udostępnia system plików nośnika danych do obsługi przez system operacyjny. Wszystkie pliki dostępne w systemie operacyjnym Unix są zorganizowane w jednym wielkim drzewie, hierarchii plików, zakorzenionej w /. Pliki te mogą być położone na wielu urządzeniach. Właśnie polecenie mount pozwala na przyłączenie systemu plików znajdujących się na danym urządzeniu do wielkiego drzewa plików. Operacją przeciwną do montowania jest umount.

## Składnia polecenia
```
mount
 
[-opcja]
 
typ urządzenie katalog
```

## Opcje
| Argument              | Znaczenie |
| --------------------- | --- |
| -V                    | wypisuje wersję |
| -h                    | wypisuje komunikat pomocy |
| -p num                | jeżeli montowanie wymaga podania hasła, to jest ono czytane z deskryptora pliku num zamiast z terminala |
| -a                    | montuje wszystkie systemy plików (zadanych typów) ujęte w fstab |
| -F                    | użyte w połączeniu z -a dla każdego urządzenia tworzy nowy proces równoległy mount. Powoduje to równoległy przebieg montowania różnych urządzeń lub różnych serwerów NFS. Zaletą jest większa szybkość: także przekroczenia czasu dla NFS będą wyznaczane równolegle. Wadą jest to, że montowania wykonywane są w niezdefiniowanej kolejności. Nie można zatem zastosować tej opcji do równoczesnego montowania /usr i /usr/spool |
| -f                    | powoduje wykonywanie wszystkiego poza faktycznym wywołaniem funkcji systemowej. Jeżeli nie jest to oczywiste: "udaje" to montowanie systemu plików. W połączeniu z flagą -v przydaje się do ustalenia, co usiłuje zrobić polecenie mount. Może być też używana do dodawania wpisów dla urządzeń, które zamontowano wcześniej z opcją -n |
| -l                    | dokłada etykiety ext2, ext3 i XFS do wyjścia wypisywanego przez mount. Żeby opcja ta mogła działać, mount musi mieć prawo odczytu urządzania dyskowego (np. suid root) |
| -n                    | montuje bez zapisywania w /etc/mtab. Jest to niezbędne na przykład gdy /etc znajduje się na systemie plików tylko dla odczytu. |
| -s                    | akceptuje nieodpowiednie opcje montowania, zamiast kończyć pracę niepowodzeniem. Powoduje to ignorowanie opcji montowania, które nie są obsługiwane przez dany system plików. Nie wszystkie systemy plików rozpoznają tę opcję. |
| -r                    | montuje system plików w trybie tylko dla odczytu. |
| -w                    | montuje system plików w trybie odczytu i zapisu. |
| -L label              | montuje partycję posiadającą podaną etykietę label. |
| -t typ_systemu_plików | argument występujący po -t jest używany do wskazania rodzaju systemu plików. Obecnie obsługiwane są: adfs, affs, autofs, coda, coherent, cramfs, debugfs, devpts, efs, ext, ext2, ext3, ext4, hfs, hpfs, iso9660, jfs, minix, msdos, ncpfs, nfs, nfs4, NTFS, proc, qnx4, ramfs, reiserfs, romfs, squashfs, smbfs, sysv, tmpfs, ubifs, udf, ufs, umsdos, usbfs, VFAT, xenix, xfs, xiafs. Od jądra systemów linux w wersji 2.1.21 systemy: ext i xiafs nie będą już dostępne. W przyszłości mają być wycofane: coherent, xenix (które są ekwiwalentem sysv). |

## Oznaczenia urządzeń
| Oznaczenie | Opis |
| ---------- | --- |
| hda        | pierwszy dysk twardy (IDE/EIDE)                                                                                  |
| hda1       | pierwsza partycja na pierwszym dysku twardym                                                                     |
| hdb        | drugi dysk twardy lub CD-ROM                                                                                     |
| sda        | dyski SCSI (czyt. skazi), lub zewnętrzne dyski USB rozpoznawane jako urządzenia SCSI, obecnie również dyski SATA |
| fd0        | pierwsza stacja dysków elastycznych                                                                              |
| fd1        | druga stacja dysków elastycznych                                                                                 |
| /dev/V1/L0 | grupy 1 logiczny wolumen 0 w LVM2                                                                                |

## Przykłady
```
# mount -t vfat /dev/hdb1 /mnt/dysk_c
```

Pierwsza partycja dysku, będąca typu VFAT, jest tu montowana w katalogu /mnt/dysk_c. Obecnie typ partycji jest rozpoznawany automatycznie, więc można pominąć -t vfat. Montowanie partycji odbywa się zazwyczaj automatycznie podczas uruchomienia systemu operacyjnego.
```
$ mount -t iso9660 -o loop /dev/cdrom /mnt/cdrom
```

```
$ mount /dev/fd0 /mnt/floppy
```